# Matthias Beule

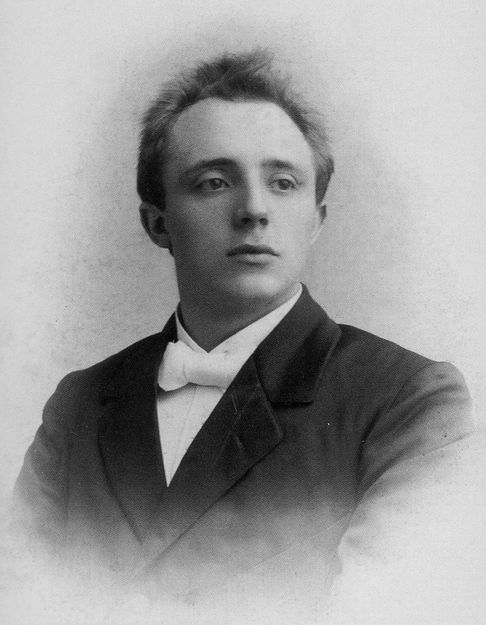
Matthias Beule

Matthias Beule (* 26. September 1877 in Grevenbrück; † 24. August 1921 in Kreuzburg (Oberschlesien)) war ein deutscher Bildhauer.

## Leben

### Ausbildung
Matthias Beule zeigte schon früh Talent zum Bilden und Gestalten. Nach einer 1895 abgeschlossenen Steinmetz-Lehre in Lippstadt arbeitete er einige Jahre als Geselle in der Werkstatt eines Kölner Bildhauers. Während dieser Zeit dürfte die monumentale Gotik des Kölner Doms tiefe Eindrücke bei ihm hinterlassen und sein späteres Wirken geprägt haben. Aufgrund seiner Begabung wurde er um die Jahrhundertwende von der Düsseldorfer Kunstakademie angenommen, seine Studien schloss er dort mit Auszeichnung ab.

### Frühe Berufsjahre in Olpe und Düsseldorf
Beule war in der Folge selbstständig als Bildhauer tätig und spezialisierte sich auf kirchliche Kunst. Er arbeitete in Rheinbach und von 1898 bis 1907 in der Erkelenzer Bildhauerwerkstatt von Peter Winkelnkemper. In Erkelenz heiratete er 1907 Maria Katharina Marx.
Er ließ sich ab 1907 in Olpe nieder. An der nach einem Brand neu errichteten St.-Martinus-Kirche in Olpe schuf er als erstes größeres Werk die Kreuzigungsgruppe mit Madonna über dem Hauptportal. Auch die unter Verwendung gotischer Formen gestaltete Westfassade und seine Plastiken über den Seiteneingängen fanden große Beachtung.
Seiner „Olper Zeit“ entstammen auch die Pietà und der Hubertusaltar der St.-Servatius-Kirche in Kirchveischede, der geschnitzte Hochaltar in der Kirche St. Antonius Einsiedler in Drolshagen-Iseringhausen und die Pietà der Andachtsstätte auf dem Friedhof von St. Nikolaus in Grevenbrück. Nach dem Vorbild gotischer Schnitzaltäre ist das Altarretabel in Iseringhausen farbig gefasst. Die Farbfassungen hatten die Aufgabe, dem Kunstwerk als Objekt des Anbetens einen überirdischen Glanz zu verleihen. Die Figuren vermitteln einen lebendigen Eindruck mit ausdrucksvollen Gesichtern, wie sie von den großen Bildhauern der Spätgotik Tilman Riemenschneider oder Veit Stoß bekannt sind.
Im Jahr 1909 siedelte Beule nach Düsseldorf über. Von hier aus hat er die gesamte Ornamentik an dem neuen Kuppelbau der Pfarrkirche St. Blasius in Balve entworfen und ausgeführt. Aus dieser Zeit stammt auch das aufwändige, mit Steinreliefs verzierte, dreiteilige Portal der katholischen Kirche St. Elisabeth in Gerthe (1912/1913, neoromanisch); die Reliefs zeigen Einflüsse des Jugendstils.

### Tätigkeit in Oberschlesien
Im Jahr 1911 erhielt Beule einen Auftrag für die Gesamtausstattung der neoromanischen Kirche St. Paulus in Friedenshütte (Oberschlesien). Er schuf die Statuen des St. Florian und der St. Barbara, den Hauptaltar und vier Nebenaltäre. Besondere Anerkennung fand Beule für die Heiligenfiguren, zu denen ihm bäuerliche bzw. werktätige Menschen Oberschlesiens Modell standen. In Erwartung weiterer Großaufträge in Oberschlesien verlegte er im Jahr 1912 seinen Sitz nach Beuthen. So wurde ihm die komplette Inneneinrichtung der neoromanischen Rosenkranz-Mutter-Gottes-Kirche in Schlesiengrube übertragen. Die von Beule geschaffene Ausstattung trägt ebenfalls neoromanische Züge, erwähnenswert sind der Haupt- und der Taufaltar. Der Marienaltar in der Herz-Jesu-Kirche zu Hindenburg-Rokittnitz zeigt, dass Beule auch im Stil des Barock versiert war. Weitere Arbeiten von Beule in Oberschlesien befinden sich in der Laurentius-Kirche in Antonienhütte, der Pfarrkirche in Roßberg und der Hyazinth-Kirche in Beuthen. Eine seiner letzten Arbeiten ist ein Ehrenmal in Godullahütte.
Im Ersten Weltkrieg wurde Beule als Sanitätssoldat eingesetzt. Er widmete sich besonders den Schwerverletzten und versuchte, ihnen in Kursen kunstgewerbliche Fertigkeiten beizubringen. Im Jahr 1919 erkrankte Beule an Lungentuberkulose, von der er sich nicht mehr vollständig erholte; er starb am 24. August 1921 in Kreuzburg.

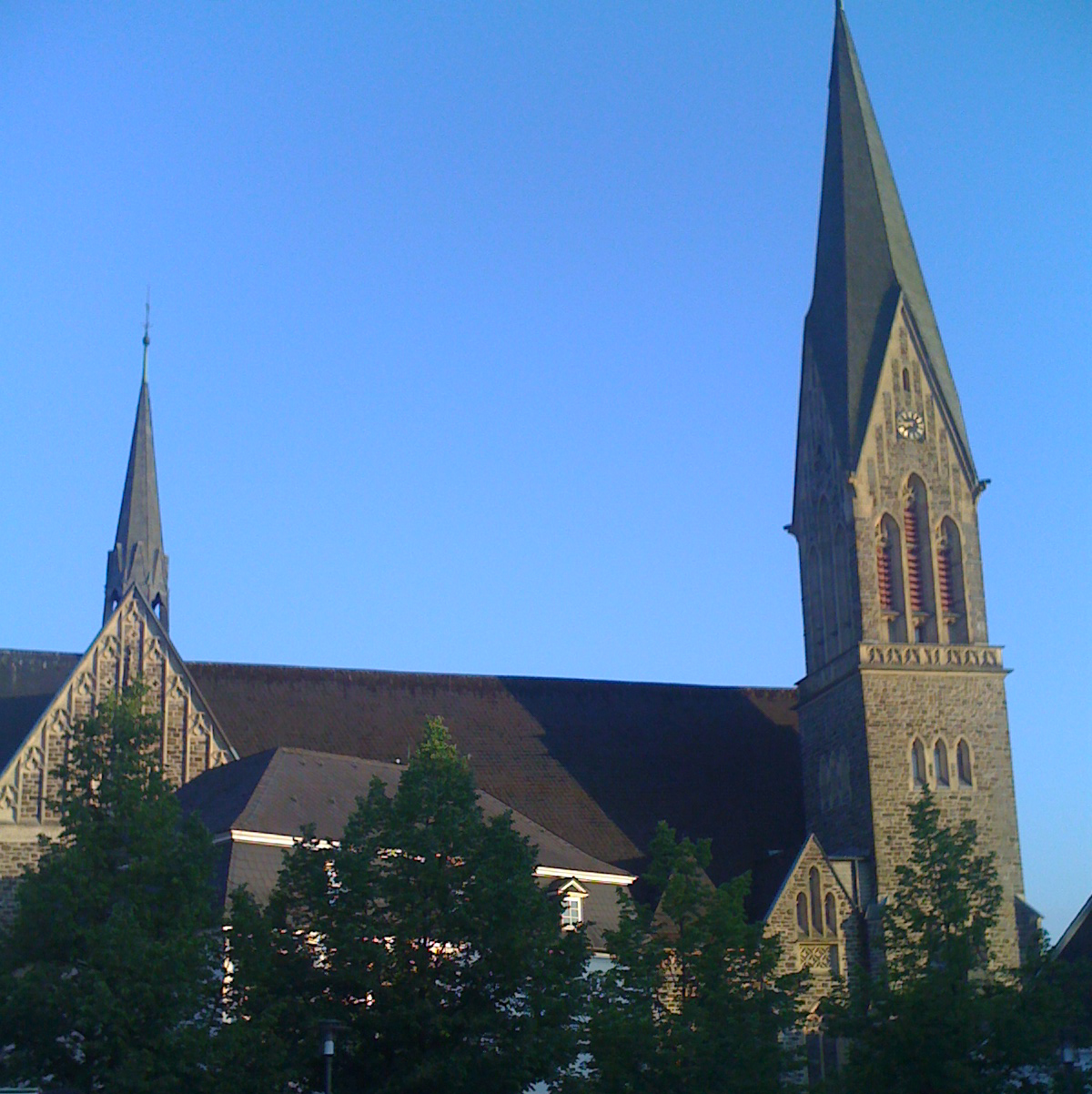
St. Martinus in Olpe
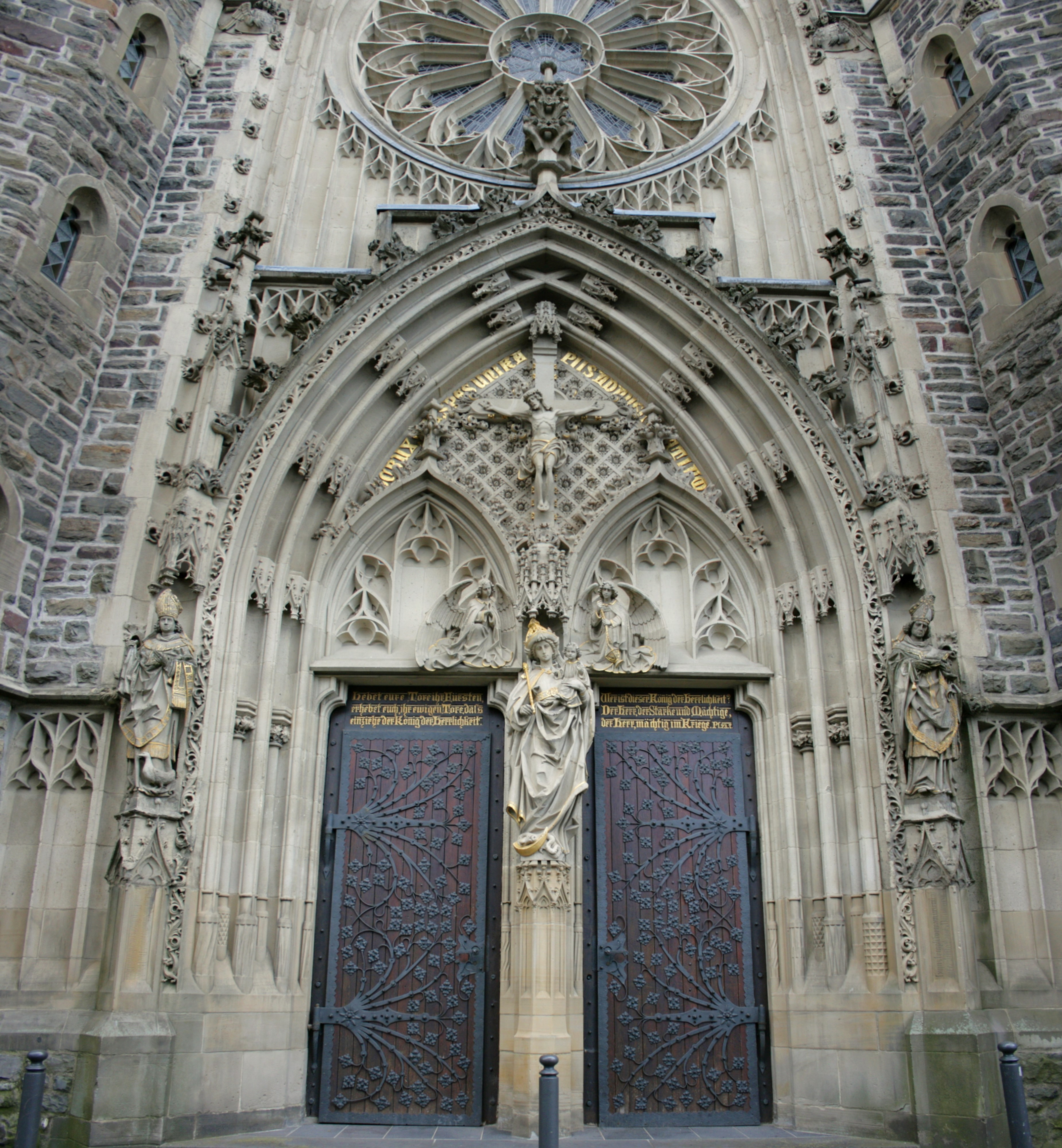
St. Martinus, Hauptportal
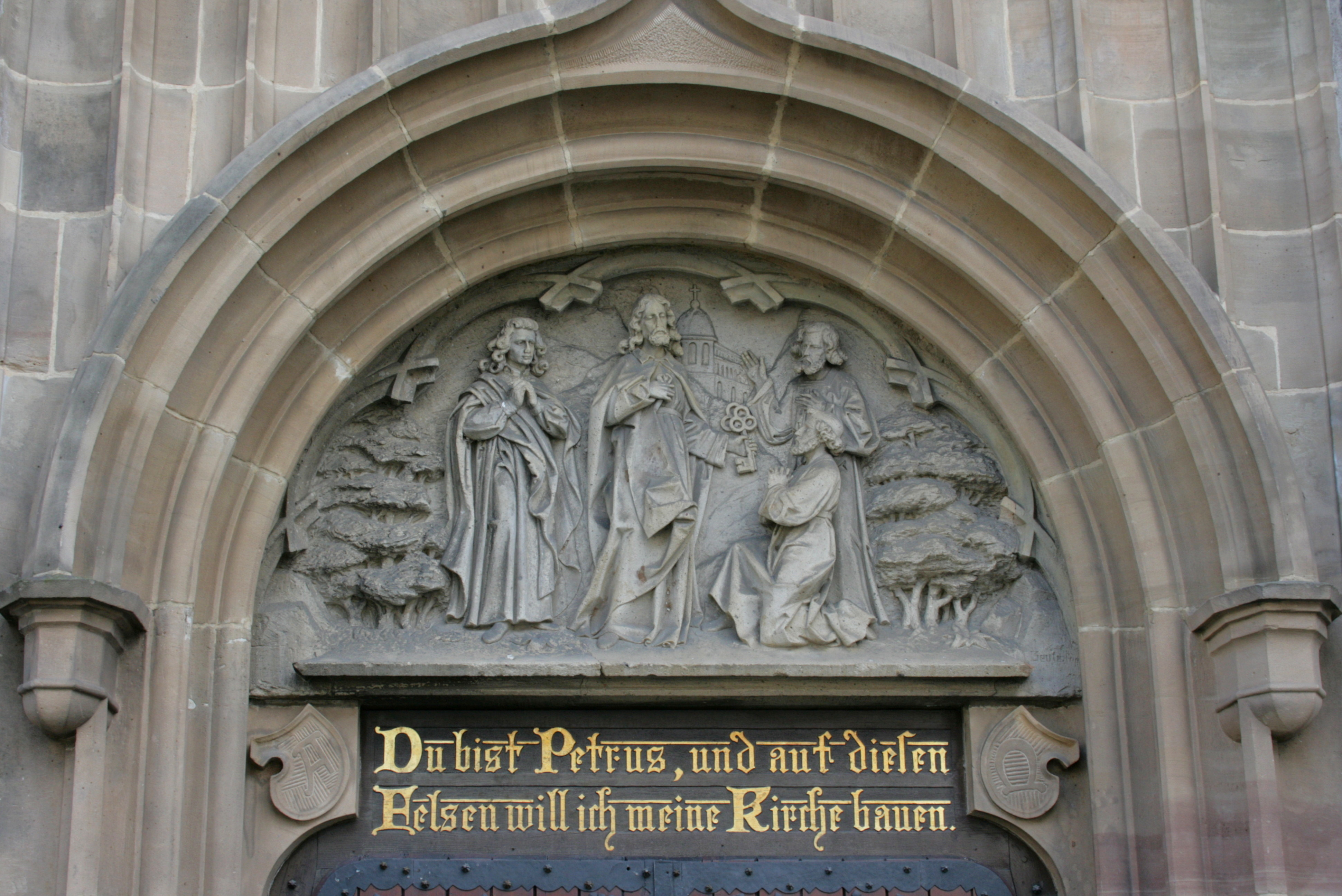
St. Martinus, Nebenportal
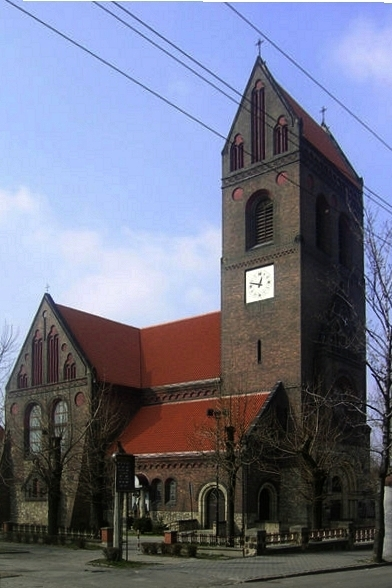
Rosenkranz-Kirche in Schlesiengrube
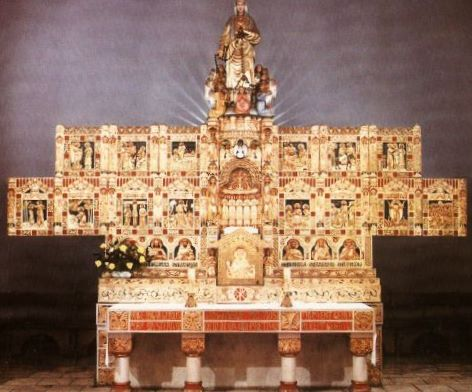
Rosenkranz-Kirche, Hochaltar
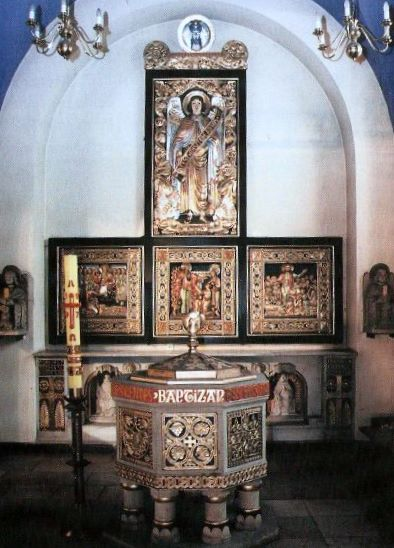
Rosenkranz-Kirche, Taufaltar
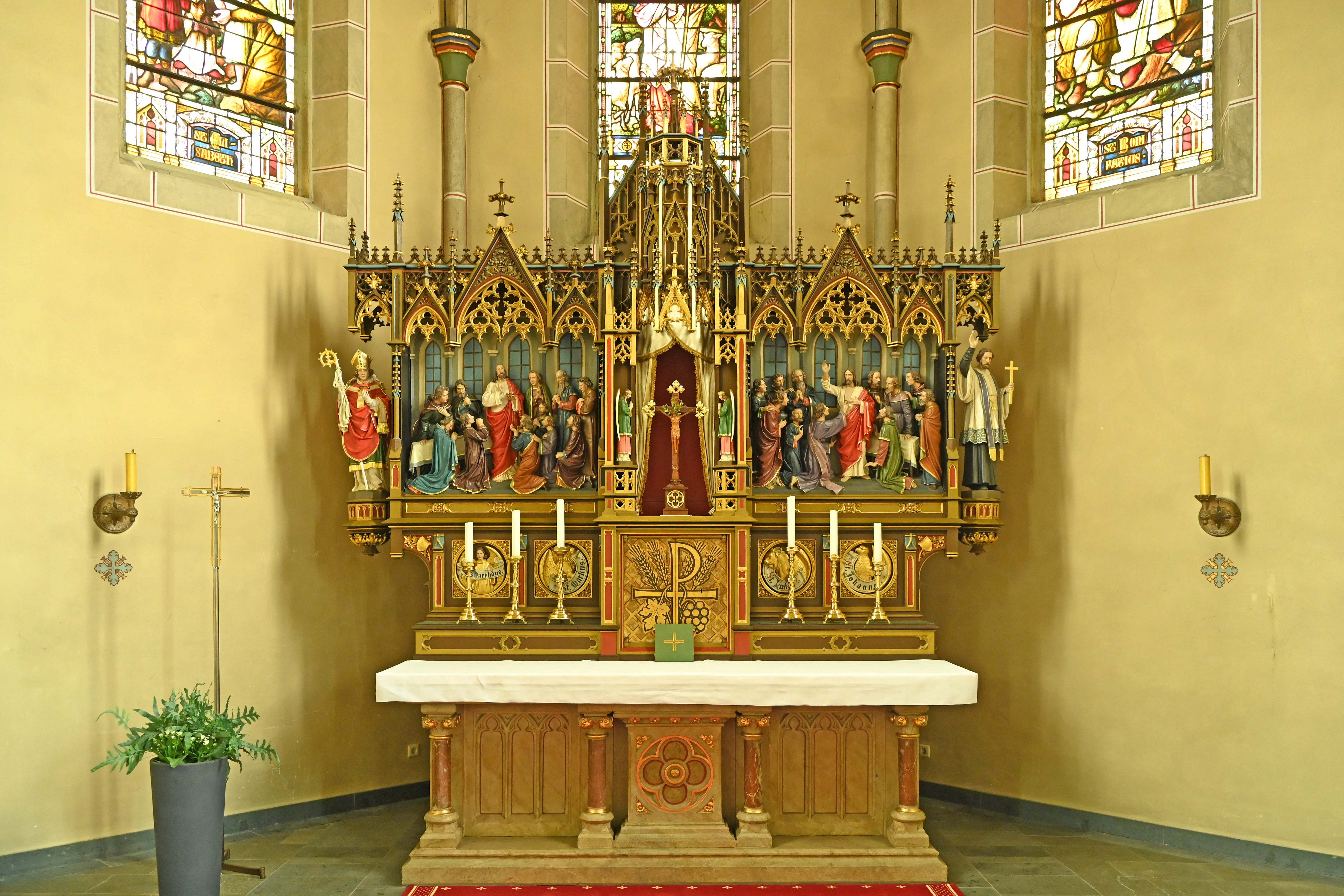
St. Antonius Einsiedler (Iseringhausen)

## Rezeption
Beule genoss wegen seiner Werke in den Kirchen Oberschlesiens hohes Ansehen. Der Grevenbrücker Heimatkundler Josef Boerger zählte ihn 1924 zu den „Bedeutenden Sauerländern“.
Das Werk von Matthias Beule geriet später etwas in Vergessenheit. Im Jahr 2012 konnten die Arbeiten des Bildhauers nach langen Bemühungen – insbesondere von Mitgliedern der Familie Beule – zusammenfassend in Fotodokumentationen dargestellt und der Öffentlichkeit im Rahmen einer Sonderausstellung im Museum der Stadt Lennestadt gezeigt werden.
Die Kunsthistorikerin Ulrike Monreal–Kaiser hält den Flügelaltar in der Laurentiuskirche zu Antonienhütte für das wichtigste Werk von Matthias Beule. Als besonders beeindruckend bezeichnet sie die prunkvolle Gestaltung des Maßwerks und des Gesprenges. Die großen Flügelaltäre waren die aufwendigsten und künstlerisch reichsten Werke an der Schwelle von der Gotik zur Renaissance bzw. vom Mittelalter zur Neuzeit.